# Scooter ai III World Skate Games
Le competizioni di scooter ai III World Skate Games si sono svolte dal 4 al 6 novembre 2022 a San Juan, in Argentina. 

## Podi
| Evento         | Oro          | Argento         | Bronzo       |
| Gara maschile  | Jamie Hull   | Bartosz Oskroba | Chris Farris |
| Gara femminile | Rebeca Ortiz | Claire Parks    | Lucy Evans   |